# ウィリアム・ピーター (第11代ピーター男爵)
第11代ピーター男爵ウィリアム・ヘンリー・フランシス・ピーター（英語: William Henry Francis Petre, 11th Baron Petre FRS、1793年1月22日 – 1850年7月3日）は、イングランド貴族。

## 生涯
第10代ピーター男爵ロバート・エドワード・ピーターと妻メアリー・ブリジット（Mary Bridget、旧姓ハワード（Howard）、1767年9月29日 – 1843年5月30日、ヘンリー・ハワードの娘、第12代ノーフォーク公爵バーナード・ハワードの妹）の息子として、1793年1月22日に生まれた。1809年3月29日に父が死去すると、ピーター男爵位を継承した。
1817年6月3日、王立協会フェローに選出された。
1829年ローマ・カトリック信徒救済法が可決された後、貴族院議員に就任し、1832年改革法を支持した。
1850年7月3日にメリルボーンのマンスフィールド・ストリート（Mansfield Street）3号で死去、ブレントウッドのカトリック教会に埋葬されたが、後にソーンドンに移された。長男ウィリアム・バーナードが爵位を継承した。

## 家族
1815年6月2日、フランシス・シャーロット・ベディングフェルド（Frances Charlotte Bedingfeld、1796年4月19日 – 1822年1月29日、第5代準男爵サー・リチャード・ベディングフェルドの娘）と結婚、2男2女をもうけた。
- ウィリアム・バーナード（1817年12月20日 – 1884年7月4日） - 第12代ピーター男爵
- メアリー・アグネス（Mary Agnes、1886年8月22日没） - 1838年10月29日、ジェームズ・アレクサンダー・ダグラス（James Alexander Douglas、1862年6月11日没）と結婚
- ヘンリー・ウィリアム（英語版）（1820年1月23日 – 1889年12月3日） - 1742年6月6日、メアリー・アン・イリナ・ワームズリー（Mary Ann Eleanor Walmesley、1885年9月3日没、リチャード・ワームズリーの娘）と結婚、子供あり。1886年7月12日、サラ・ホーム（Sara Holme、1928年4月11日没、ジュリアン・ホーン・ホームの未亡人、スティーブン・ジョセフ・カントウェルの娘）と再婚
- シャーロット・エリザベス（1903年10月31日没） - 1849年5月23日、チャールズ・エドワード・ピーター（Charles Edward Petre、1899年6月13日没、チャールズ・バーニー・ピーターの息子。11代ピーター男爵の弟の息子にあたる）と結婚、子供あり

1823年4月14日、エマ・アグネス・ハワード（Emma Agnes Howard、1803年11月5日 – 1861年2月10日、ヘンリー・ハワードの娘）と再婚、4男1女をもうけた。
- フレデリック・チャールズ・エドマンド（1824年12月22日 – 1906年7月18日） - 1847年7月29日、ジョージアナ・マスグレイヴ（Georgiana Musgrave、1868年4月11日没、第9代準男爵サー・クリストファー・ジョン・マスグレイヴの娘）と結婚、子供あり
- アグネス・ルイーザ・キャサリン（1826年1月29日 – 1891年5月25日） - 1845年9月30日、第8代チャッドリーのクリフォード男爵チャールズ・ヒュー・クリフォードと結婚、子供あり
- アーサー・チャールズ・オーガスタス（Arthur Charles Augustus、1827年3月29日 – 1882年11月4日） - 1855年7月4日、キャサリン・ハワード（Katherine Howard、1831年ごろ – 1882年12月27日、第4代ウィックロー伯爵ウィリアム・ハワードの娘）と結婚、子供あり
- エドマンド・ジョージ（1829年6月23日 – 1889年9月1日） - 1851年6月3日、メアリー・アン・カー（Mary Anne Kerr、1895年8月4日没、ロレーン・M・カーの娘）と結婚、子供あり
- アルバート・ヘンリー（1832年3月15日 – 1917年4月5日） - 1883年4月3日、キャサリン・エルジー・クラーク（Katherine Elsie Clark、1930年11月14日没、ウィリアム・ロビンソン・クラークの娘）と結婚、子供あり